# Régulateur de débit massique
Pour les articles homonymes, voir RDM et MFC.

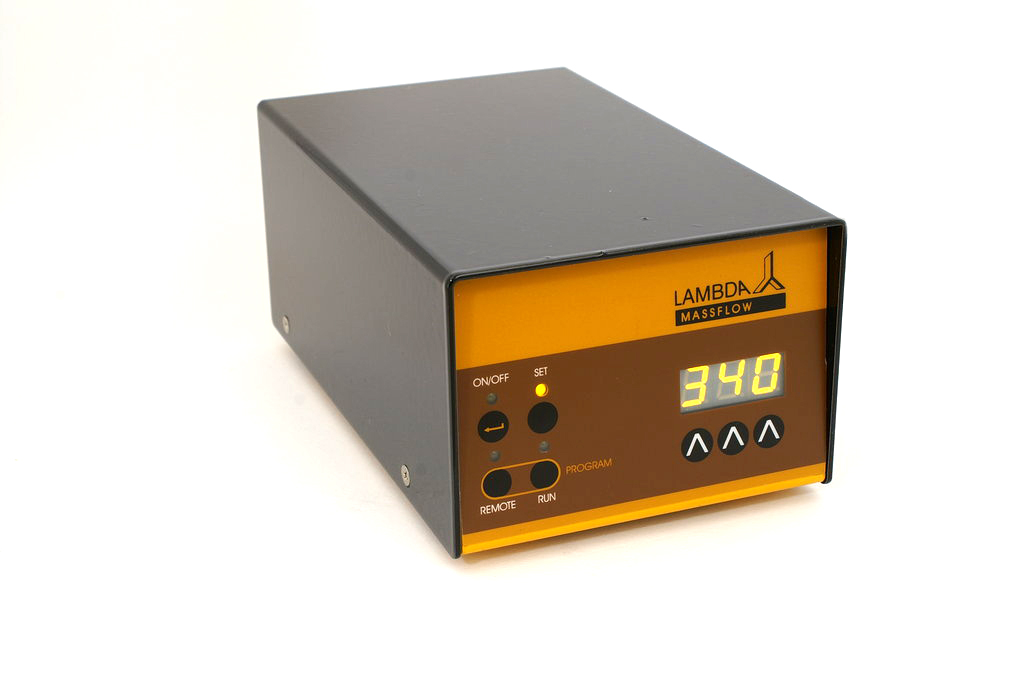
Un régulateur de débit gazeux.

Un régulateur de débit massique (appelé mass flow controller en anglais et abrégé en MFC) est un appareil qui permet de mesurer et de réguler le débit de liquides ou de gaz. 

## Utilisation
Il est conçu et calibré pour réguler un liquide ou un gaz spécifique à une certaine gamme de débit. Le régulateur peut être paramétré sur toute l'étendue de sa pleine échelle mais il est préférable de placer la consigne entre 10 % et 90 % de sa pleine échelle où la précision est la meilleure. La consigne ordonnée, l'appareil peut ensuite amener le débit à la valeur consigne. Un régulateur peut être analogique ou numérique. Quand numérique, un régulateur de débit massique est souvent capable de contrôler le débit de plusieurs types de fluides alors que s'il est numérique il ne sera limité au fluide avec lequel il aura été calibré.[pas clair]
Tous les régulateurs de débit massique ont un port entrant et un port sortant, un capteur de débit massique et une soupape de contrôle proportionnel. Il comprend un système à boucle fermée qui se voit donner un signal de consigne par l'opérateur (ou un ordinateur, un circuit externe, ...). Cette consigne est ensuite comparée avec la valeur mesurée par le capteur de débit massique et la soupape sera ajustée en conséquence pour obtenir le débit voulu. La valeur du débit est donnée en pourcentage par rapport à la valeur calibrée de sa pleine échelle et elle est parvenue au régulateur sous forme de tension.
Les régulateurs de débit massique nécessitent que l'approvisionnement en fluide soit à une certaine pression. Une trop basse pression affamera le régulateur en fluide et ce dernier ne sera pas capable d'atteindre la consigne. Une trop forte pression risque également de donner des valeurs mesurées de débits faussées.